# Трайнишкис
Трайнишкис (лит. Trainiškis) — небольшое село на востоке Литвы, входит в состав Игналинского района.

## География
Село Трайнишкис находится в западной части района, в Аукштайтском национальном парке на южном берегу озера Балуошас. Расстояние до Игналины составляет 14 километров. Недалеко от села проходит автодорога 1423 Аза — Вайшнюнай — Гинучяй — Кирдейкяй. Ранее в селе рос дуб Трайнишкис (высота 23 метра, обхват ствола 6.1 метр). В 2016 году, когда сильный ветер сломал дуб, ему было около 800 лет.

## Население
По данным переписи 2011 года, население села составляло 2 человека.
| 1905 | 1959 | 1970 | 1979 | 1989 | 2001 | 2011 |
| ---- | ---- | ---- | ---- | ---- | ---- | ---- |
| 38   | 30   | 26   | 16   | 9    | 5    | 2    |

## Галерея

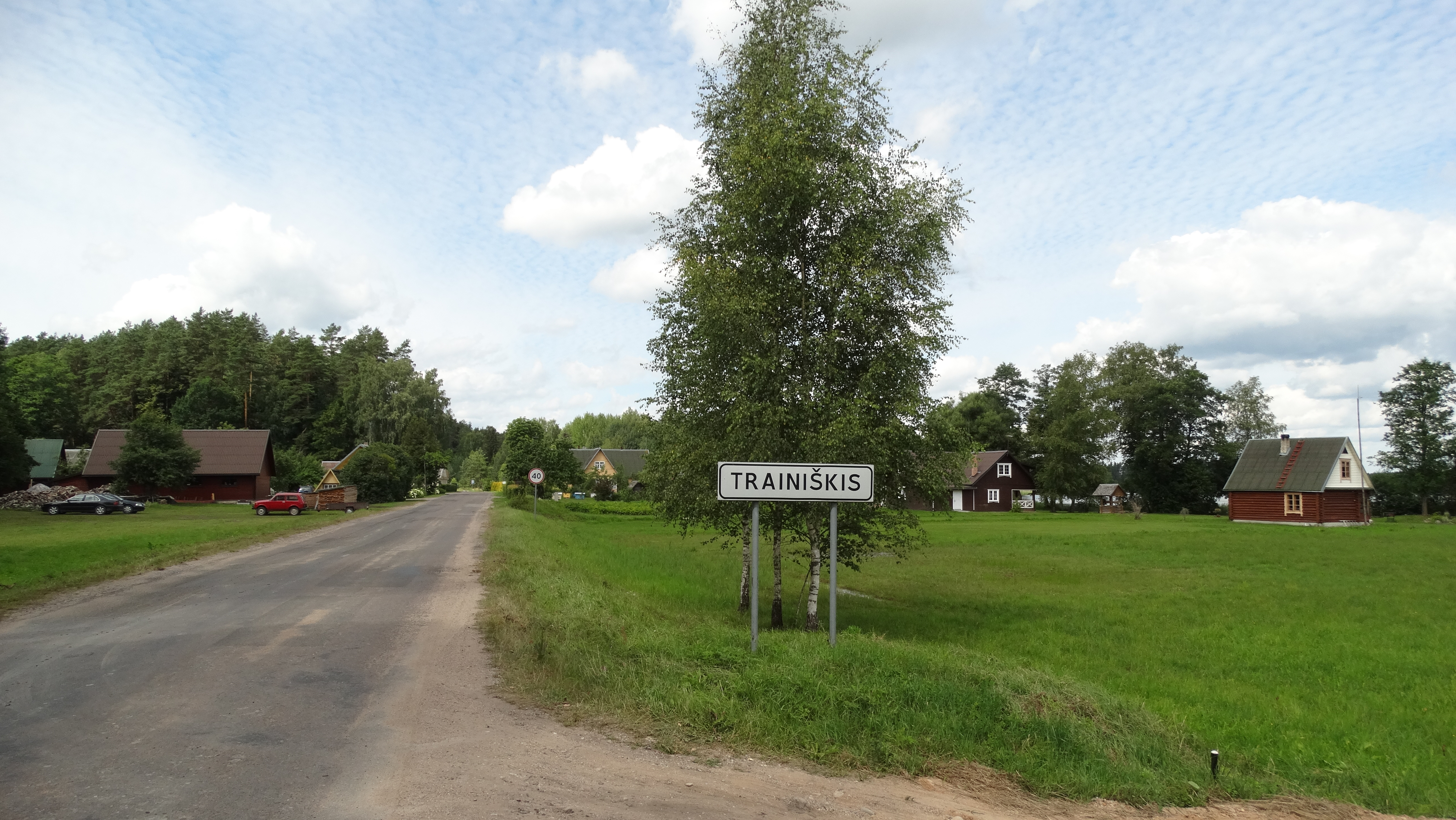
Табличка при въезде в село
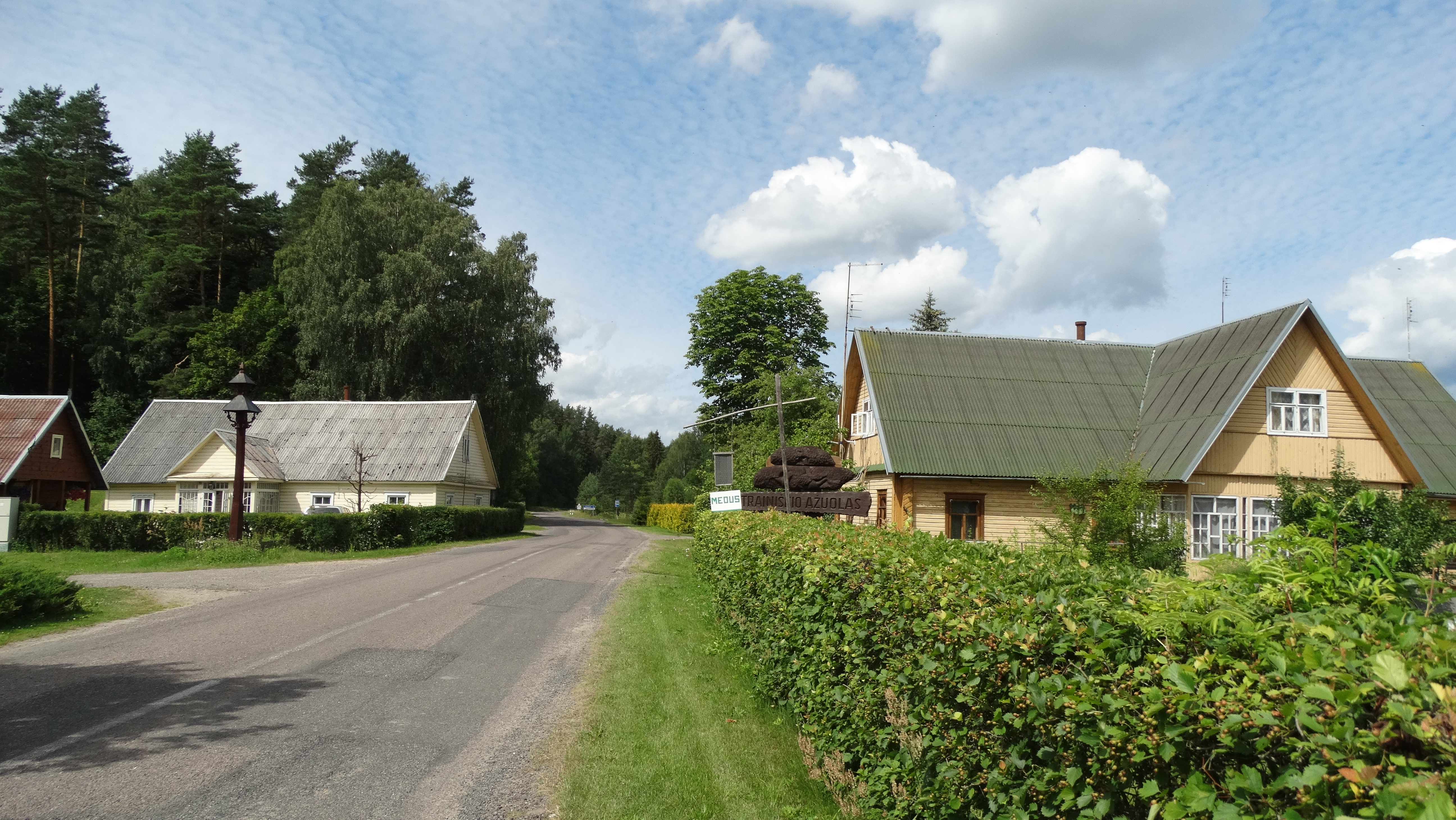
Село Трайнишкис
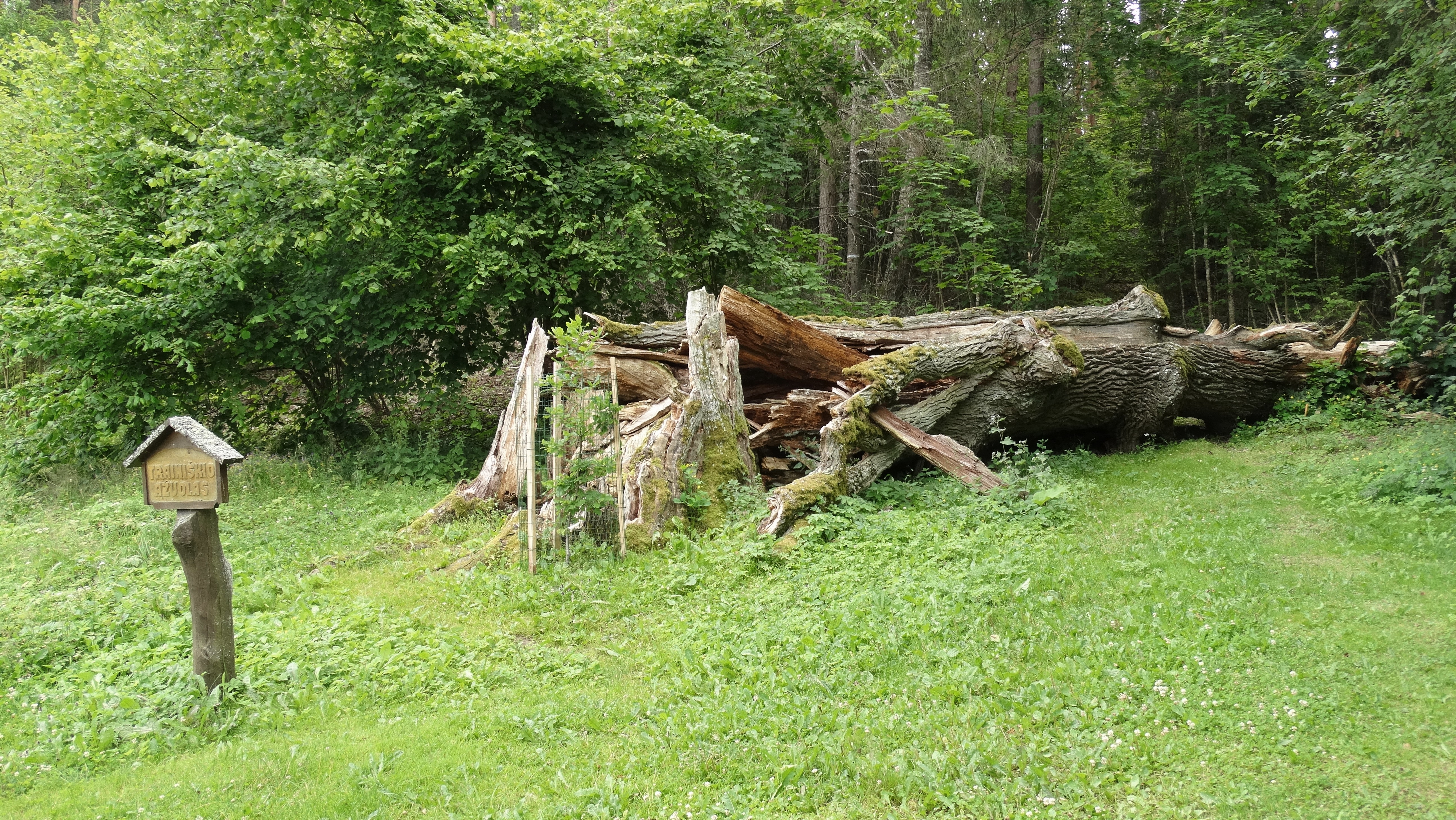
Остатки дуба